# Ruagea hirsuta
Ruagea hirsuta là một loài thực vật có hoa trong họ Meliaceae. Loài này được (C. DC.) Harms miêu tả khoa học đầu tiên năm 1925.